# Julius Meinl II.

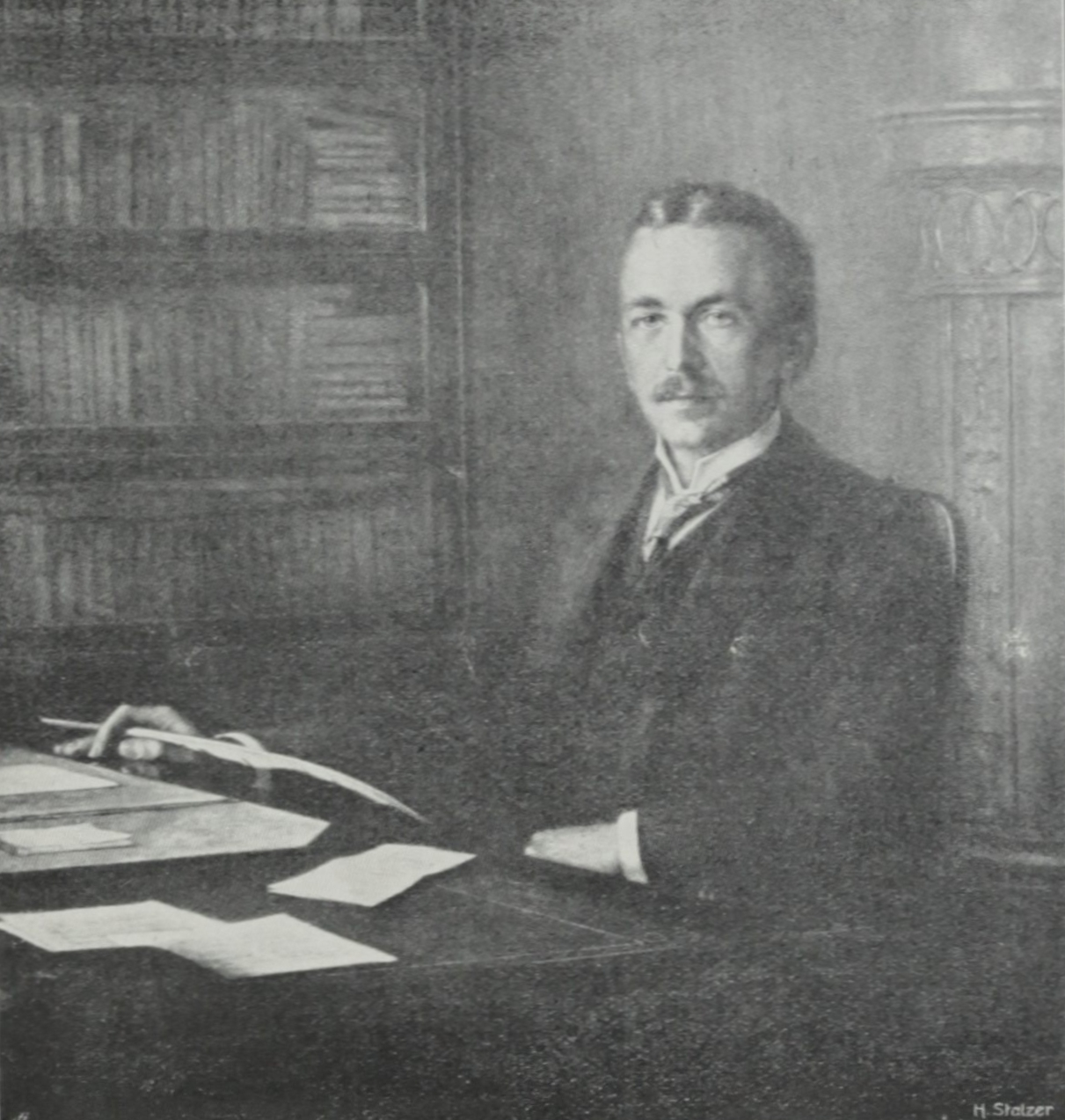
Gemälde von Hans Stalzer (vor 1910)

Julius Meinl II. (* 18. Jänner 1869 in Wien; † 16. Mai 1944 in Alt-Prerau, Niederösterreich) war Inhaber und Geschäftsführer des österreichischen Lebensmittelkonzerns Julius Meinl AG.

## Leben
Julius Meinl II. war der einzige Sohn von Julius Meinl I., dem Gründer der späteren Julius Meinl AG und einem der führenden Unternehmer der österreichischen Lebensmittelindustrie. Nach dem Besuch des Gymnasiums in Brünn sowie der Handelsakademie in Wien diente er als Einjährig-Freiwilliger bei der Artillerie. Am 1. Jänner 1890 wurde er zum Lieutenant der Reserve bei der 9. Batterie-Division ernannt. Nach einem Volontariat im Zuckergroßhandel in London, bei dem er erfolgreich Kontakte knüpfen und sich für neue wirtschaftliche Ideen begeistern konnte, trat Julius Meinl II. 1889 in das väterliche Geschäft in Wien ein.
Im Februar 1913 übernahm er nach dem Rückzug seines Vaters die Leitung des Unternehmens, welches unter seiner Leitung weiter expandierte und zum größten Lebensmittelhändler der Donaumonarchie wurde. Julius Meinl II. lehnte staatliche Eingriffe in die Wirtschaft ab, war aber als Unternehmer sozialpolitisch richtungweisend: 1907 eröffnete er die erste Berufsschule für kaufmännische Lehrlinge und führte im Meinl-Betrieb die Sonntagsruhe ein. Er errichtete ein Erholungsheim für Mitarbeiter und ging 1931 zur 5-Tage-Woche über.
Durch seine Ausbildung in England war Meinl anglophil geworden, besaß einen einflussreichen englischen Freundeskreis und verbrachte Teile des Jahres in Großbritannien. Er galt zudem in Hinsicht auf Temperament, Geschmack und Stil als typischer Gentleman. Er beschäftigte sogar eine englische Sekretärin und auch der Produktionsbereich für Teegebäck wurde von einem Fachmann aus Großbritannien geleitet. 1936 wurde er in der Firmenzentrale sogar vom abgedankten englischen König Edward VIII. besucht.

### NS-Zeit
Nach dem „Anschluss“ Österreichs an das nationalsozialistische Deutschland 1938 musste der älteste Sohn Julius Meinl III., der 1933 das operative Geschäft übernommen hatte, als strikter Gegner der Nationalsozialisten mit seiner jüdischen Frau nach England emigrieren. Die jüdischen Verwaltungsräte der Meinl-Unternehmen, darunter Generaldirektor Kurt Schechner und Vizepräsident Rudolf Kraus (ein Bruder von Karl Kraus und später in Auschwitz ermordet), verloren ihre Stellungen. Der frühere Leiter der Meinl-Niederlassung in Berlin, der Nationalsozialist Friedrich Schüngel, wurde zum „Betriebsführer“ (= Generaldirektor). Julius Meinl II. galt als pazifistisch, anglophil und anti-nationalistisch eingestellt und wurde deshalb von den Nationalsozialisten in der Folgezeit mit großem Argwohn beobachtet. Allerdings war Meinl seit 1933 nur mehr Präsident des Aufsichtsrates und damit relativ machtlos, die meisten Entscheidungen in dieser Zeit wurden von Generaldirektor Schüngel ohne Rücksprache mit Meinl getroffen.
Er stellte vermutlich aus Opportunismus im Jahr 1940 einen Antrag auf Aufnahme in die NSDAP, der aber ablehnend beschieden wurde. Parteiamtliche Stellen fanden zwar an seinem äußerlichen Verhalten nichts auszusetzen, bezweifelten aber seine innere Überzeugung. Ob und inwieweit Meinl in die Arisierungen seines Unternehmens persönlich involviert war, ist unklar.

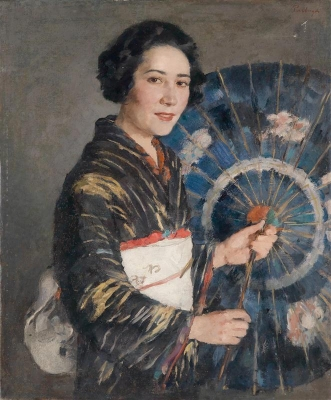
Michiko Meinl (um 1935)

Julius Meinl II. starb am 16. Mai 1944 auf seinem Gutshof Alt-Prerau bei Wildendürnbach, Niederösterreich im Alter von 75 Jahren und wurde in der Familiengruft am Dornbacher Friedhof bestattet. Er hatte sein Testament vorsorglich so abgefasst, dass sein Adoptivsohn Fritz Meinl (geb. Hiksch, ein ehemaliger Schulfreund seines Sohnes Julius III. und vormals Werbechef des Unternehmens) die Julius Meinl AG erben sollte, bei einem Sieg der Alliierten jedoch sein leiblicher Sohn Julius III.

### Familie
Im Jahr 1892 heiratete Julius Meinl II. seine erste Frau Emmy (geb. Emma Amilie Schörner, 21. März 1871), die Tochter eines Prager Hoteliers. Im Jahr 1903 wurde der Sohn Julius Meinl III. geboren. Die für ihre Wohltätigkeit bekannte Emmy Meinl übte unter anderem mehr als 20 Jahre das Ehrenamt einer Oberverwalterin des Karolinen-Kinderspitals aus. Sie verstarb am 27. April 1922 nach kurzer schwerer Krankheit im Lahmann-Sanatorium in Dresden. Ihre Beisetzung in der Familiengruft auf dem Dornbacher Friedhof zog zahlreiche Menschen an, unter anderem auch ein Großaufgebot von Vertretern der Politik, Großindustrie und aus der Bankenwelt.
1931 heiratete Meinl die 40 Jahre jüngere japanische Gesangsstudentin Michiko Tanaka, was dieser die Heimkehr nach Japan ersparte und die dauerhafte Verlagerung ihres Lebensmittelpunktes nach Mitteleuropa ermöglichte. 1941 wurden beide geschieden, nachdem der Schauspieler Viktor de Kowa um ihre Hand angehalten hatte. Bei der anschließenden Hochzeit war Meinl Trauzeuge.

## Unternehmerisches Wirken bei der Julius Meinl AG

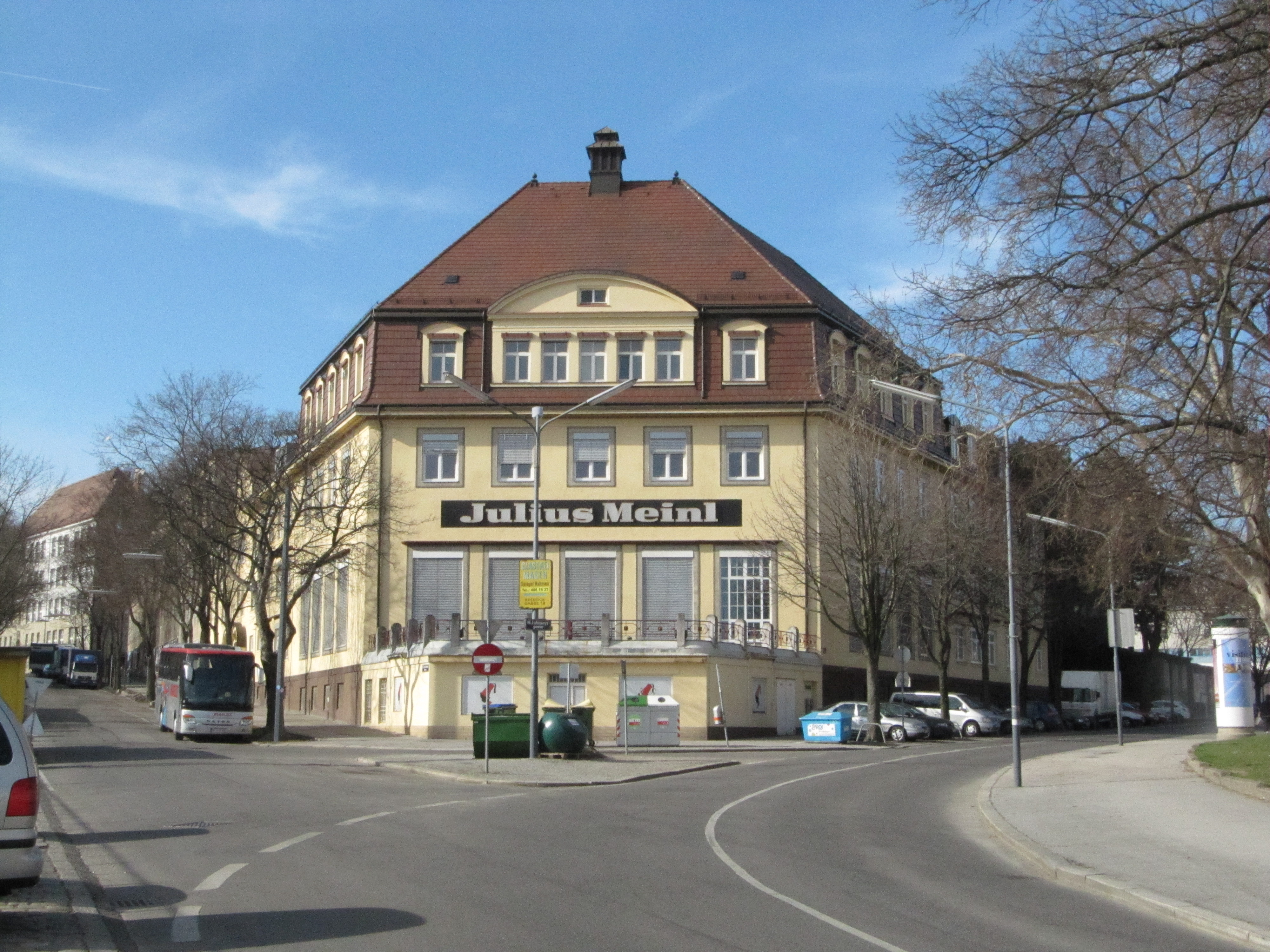
Die noch heute bestehende Firmenzentrale in Wien

Bereits 1912 gründete Meinl ein eigenes Importhaus in London, welches später sein Sohn Julius III. leitete. Nach dem Ausscheiden seines Vaters übernimmt Julius Meinl II. im Februar 1913 die Leitung der Firma Julius Meinl, die zu diesem Zeitpunkt bereits der größte Lebensmittelkonzern der Monarchie war. Schon zuvor belebte Meinl das Unternehmen mit Elan und Risikofreude und leitete die erfolgreiche Expansion des Konzerns ein: Nachdem im Jahr 1894 die erste Filiale in der Neustiftgasse eröffnet worden war, stieg die Anzahl der Filialen bis 1914 auf insgesamt 110, davon 66 in den "Provinzen" außerhalb von Wien. Nach einem Stillstand während des Ersten Weltkriegs vermehrten sich die Meinl-Filialen von 1919 bis 1934 in Österreich und den Nachfolgestaaten auf insgesamt 434, bis 1937 wuchs die Anzahl auf 493 Filialen weiter an. Bis zu seinem Tod im Jahr 1944 konnte die Filialanzahl noch auf 607 gesteigert werden.
1919 wurde das Unternehmen in die Rechtsform einer Aktiengesellschaft überführt. Ein Merkmal des Unternehmens war die sprichwörtliche Qualität der Waren durch forcierte eigene Erzeugung, Julius Meinl II. verfolgte die Strategie eines integrierten Lebensmittelkonzerns mit einem hohen Selbstversorgungsgrad. Bereits vor dem Ersten Weltkrieg entstand in Wien eine große Firmenzentrale, die fast sämtliche Produktionsbetriebe beherbergte. Neben einer Kaffeerösterei und einer Tee-Abpackung, gab es eine Fabrikation für Schokolade, Pralinees, Kakao, Keks, Waffeln und Marmeladen, denen sich später Erzeugungen für Obst- und Gemüsekonserven, Essig, Senf, Fruchtsäfte, Teigwaren, Destillate, Margarine sowie Öl- und Weinkellereien anschlossen. In den Nachfolgestaaten der Donaumonarchie wurden eigene Tochtergesellschaften – mit dem an die jeweilige Landessprache angepassten Firmennamen – gegründet.

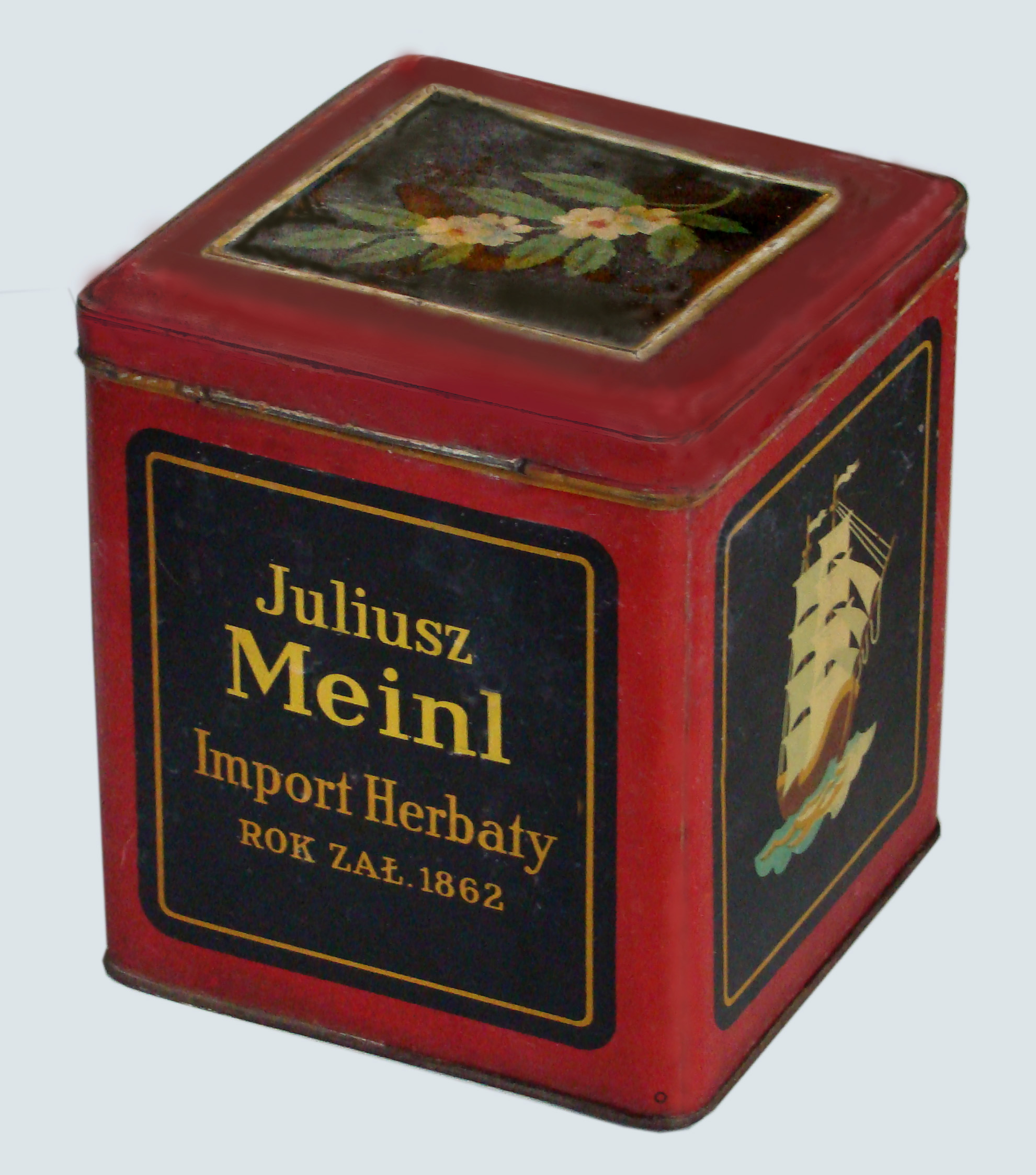
Polnische Meinl-Teedose (vor 1939)

Im Jahr 1924 ließ Meinl sich von Joseph Binder das bekannte Mohrenkopf-Logo entwerfen – ein dunkelhäutiger Kinderkopf mit hohem roten Fez auf gelbem Grund. Bis in die 1990er-Jahre prägten diese Metallschilder das österreichische Straßenbild. Inzwischen erzielen sie bei Auktionen hohe Preise.
In den zwanziger und dreißiger Jahren entwickelte sich das Unternehmen unter der Führung von Meinl zu einem modernen Vorzeigebetrieb. Dabei erkannte er die Notwendigkeit zur ständigen Umsetzung von Rationalisierungen, um die preisliche Wettbewerbsfähigkeit der Meinl Filialen zu sichern. 1923 gründete Meinl II. den genossenschaftlich organisierten Spar- und Kreditverein der Freunde und Angestellten der Julius Meinl AG. 1937 wurde die Continental-Bank übernommen und damit der Vorläufer der Meinl-Bank gegründet.
Im Rahmen seines Konzerns setzte Meinl zudem einige sozialpolitische Ideen um, die auch für andere Unternehmen maßgebend sein sollten, etwa die Einführung der Sonntagsruhe im Jahr 1907 oder die Fünftagewoche im Jahr 1931. Das Unternehmen stellte seinen Mitarbeitern zahlreiche freiwillige Sozialleistungen zur Verfügung, so etwa Erholungsheime am Land oder ein eigenes Strandbad an der alten Donau in Wien.
Frühzeitig erkannte Meinl auch, dass eine gute Ausbildung der Mitarbeiter von entscheidender Wichtigkeit ist. Bereits 1907 wurde die firmeneigene Fortbildungsschule zur einheitlichen Ausbildung von Lehrlinge gegründet.
Im Jahr 1933 übergab Julius Meinl II. das operative Geschäft an seinen Sohn aus erster Ehe, Julius Meinl III., dieser musste als Nazi-Gegner 1938 nach England emigrieren. 

## Politische Aktivitäten während des Ersten Weltkriegs
Im Ersten Weltkrieg stand Julius Meinl dem Kriegsministerium als ständiger Berater in Ernährungsfragen zur Verfügung.
Im Jahr 1915 initiierte er gemeinsam mit dem Wiener Großindustriellen Max Friedmann die Gründung der „Österreichischen Politischen Gesellschaft“ kurz „ÖPG“, der bald zahlreiche Angehörige des Groß- und Intelligenzbürgertums, Industrielle und Geschäftsleute, freiberuflich Tätige und Universitätsprofessoren angehörten. Neben Meinl waren es hauptsächlich zwei Persönlichkeiten, die maßgeblich an den Bestrebungen der ÖPG für einen raschen Verständigungsfrieden unter Verzicht auf Gebietserweiterungen Österreich-Ungarns beteiligt waren: der international angesehene Staatsrechtler Heinrich Lammasch und der Jurist und Reichsratsabgeordnete Josef Redlich.
Ab 1916 widmete sich Meinl der Frage, wie der Krieg beendet werden könnte. Er meinte, dass die Friedensinitiative von Wien ausgehen müsste. Er hat diesen Plan auch mehrmals Kaiser Karl I. vorgetragen. Dieser wollte 1917 ein Ministerium Lammasch-Meinl-Redlich ernennen, das eine föderalistische Verfassung für die Monarchie ausarbeiten und den Krieg beenden sollte. Die Friedensaktion (auch der amerikanische Präsident Wilson unterstützte die Bestrebungen und sandte einen Vertrauten) scheiterte allerdings an der ablehnenden Haltung der Mittelmächte.
Meinl, dessen dichtes Netz von Lebensmittelgeschäften sich über die gesamte österreichisch-ungarische Monarchie erstreckte, erkannte wohl viel früher als die meisten anderen die sich rapide verschlechternde Versorgungslage der Monarchie im Rohstoff- und Lebensmittelbereich, so dass auch die Sorge um sein Unternehmen bei seinen Bestrebungen eine Rolle spielte. Die Bemühungen der ÖPG blieben letztlich erfolglos, obwohl Kaiser Karl I. Heinrich Lammasch wiederholt die Bildung einer Regierung unter dessen Führung anbot. Auch an der Finanzierung der pazifistischen Zeitschrift Der Friede, die ab Jänner 1918 in Wien erschien, scheint Meinl maßgeblich beteiligt gewesen zu sein.
Meinl wirkte auch außerhalb der ÖPG als Diplomat: Im Rahmen der sogenannten Meinl-Gruppe, eines losen Zusammenschlusses pazifistischer Politiker, Juristen und Wirtschaftsführer, war er in den Jahren 1917/1918 entscheidend an der Vorbereitung eines Friedensschlusses mit der Entente beteiligt, die Aktionen blieben aber letztlich erfolglos.
Auch in der Schweiz entfaltete Julius Meinl II. pazifistische Aktivitäten: Er rief eine Hilfsorganisation für österreichische Kinder ins Leben und verhandelte 1918 mit Briten und Amerikanern über Lebensmittellieferungen nach Österreich.

## Ehrungen
Im Mai 1910 wurde ihm für seine Verdienste vom Kaiser das Ritterkreuz des Franz-Joseph-Ordens verliehen.
1928 wurde Julius Meinl II. von französischen Präsidenten zum Ritter der Ehrenlegion ernannt.
Aufgrund seiner Verdienste wurde Meinl 1933 zum königlich-dänischen Generalkonsul ernannt, im Februar 1938 zum Kommandeur des Dannebrog-Ordens.
Im Jahr 1954 wurde die Julius-Meinl-Gasse nach ihm benannt, in der sich seit 1912 der traditionelle Firmensitz von Julius Meinl befindet. Sie beginnt bei der Volksschule Julius-Meinl-Gasse 1, verläuft großteils durch Ottakring, dem 16. Wiener Gemeindebezirk, und endet im 17. Bezirk an der Hernalser Hauptstraße.